# Incident de drone de 2023 en mer Noire
Invasion russe de l'Ukraine
Batailles
L'incident de drone de 2023 en mer Noire survient le matin du 14 mars 2023 lorsqu'un avion de chasse russe Su-27 intercepte et endommage l'hélice d'un drone américain MQ-9 Reaper, le faisant s'écraser en mer Noire, selon le Pentagone.
L'incident marque le premier contact direct entre les forces aériennes russes et américaines depuis le début de l'invasion russe de l'Ukraine. L'armée de l'air américaine qualifie les actions de la Russie de « téméraires, peu respectueuses de l'environnement et non professionnelles ».
Selon Deutsche Welle, c'est la première fois depuis la guerre froide qu'un engin volant américain est abattu après avoir été touché par un avion de guerre russe.

## Contexte
L'incident survient au milieu des tensions croissantes entre la Russie et les États-Unis, l'administration Biden imposant des sanctions et cherchant à isoler Moscou à la suite de son invasion de l'Ukraine.
Selon l'armée américaine, à plusieurs reprises avant la collision, des avions de chasse russes déversent du carburant sur le MQ-9 (peut-être dans le but de l'aveugler ou de l'endommager) et volent au-devant du drone, en réalisant des manœuvres dangereuses.

## Incident

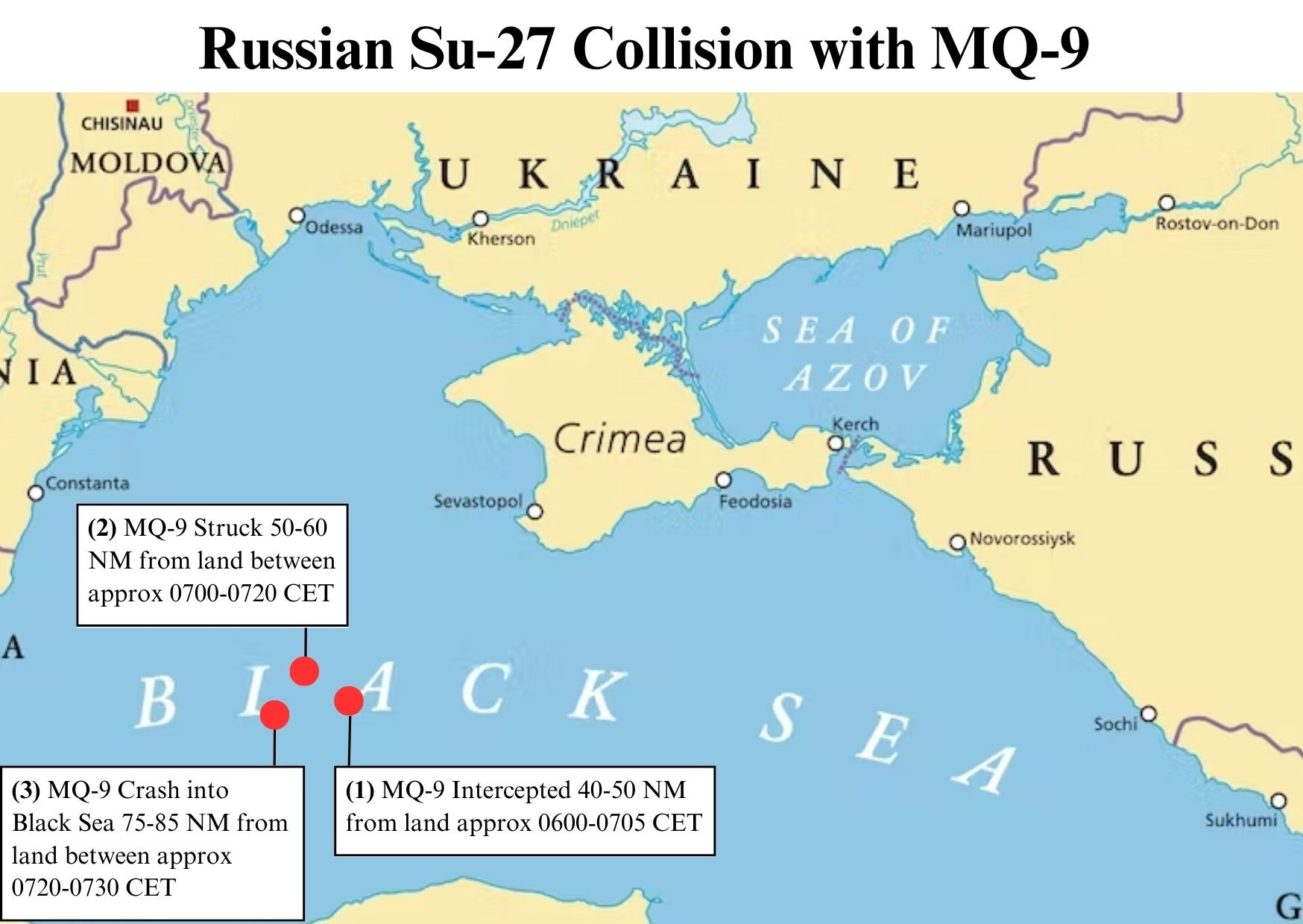
Carte de l'incident.

Le Commandement européen des États-Unis déclare dans un communiqué qu'un drone américain MQ-9 Reaper, provenant de la base aérienne de Câmpia Turzii en Roumanie, survolait les eaux internationales de la mer Noire, escorté par deux avions russes, lorsque l'un des avions a volé devant le drone et largué du carburant. Puis, l'un des avions a endommagé l'hélice du drone, le forçant à s'abîmer en mer Noire à mi-chemin entre la Bulgarie et la Crimée. L'incident se produit vers 7 h 3, heure locale.
La Russie, comme les États-Unis souhaitent récupérer le drone. Les autorités américaines estiment que l'épave est entre 1 200 et 1 500 m de profondeur. Elles déclarent avoir pris toutes les mesures nécessaires afin de protéger toute information sensible.

## Réactions

### États-Unis et OTAN
Selon le coordinateur des communications du Conseil de sécurité nationale, John Kirby, le président Joe Biden a été informé de l'incident par le conseiller à la sécurité nationale Jake Sullivan le 14 mars au matin.
Le général de l'armée américaine Christopher Cavoli, commandant suprême des forces alliées de l'OTAN en Europe, a informé les alliés de l'OTAN de l'incident. Incident qui a été fermement condamné par la Maison-Blanche et le Pentagone, qui ont mis en garde contre le risque d'escalade.
L'ambassadeur de Russie aux États-Unis est convoqué au Département d'État à la suite de l'incident.

### Russie
Le ministère russe de la Défense déclare que ses avions de chasse n'ont pas touché le drone américain, affirmant à la place que le drone, qui était entré dans la « zone du régime provisoire d'utilisation de l'espace aérien établie pour mener l'opération militaire spéciale », avait éteint ses transpondeurs et s'est écrasé en raison de « manœuvres difficiles ». Le ministère ajoute que « Les avions russes n'ont pas utilisé leurs armes aéroportées, n'ont pas pris contact avec le drone et sont rentrés sains et saufs sur leur aérodrome ».